# Napasoq
Napasoq (Oude spelling: Napassoq of Napâssoq) is een dorp in de gemeente Qeqqata in het westen van Groenland. Het dorpje heeft 85 inwoners (2010) en is gelegen op een klein eiland. In 1991 had de plaats 182 inwoners.